# Ferrari Fioravanti F100

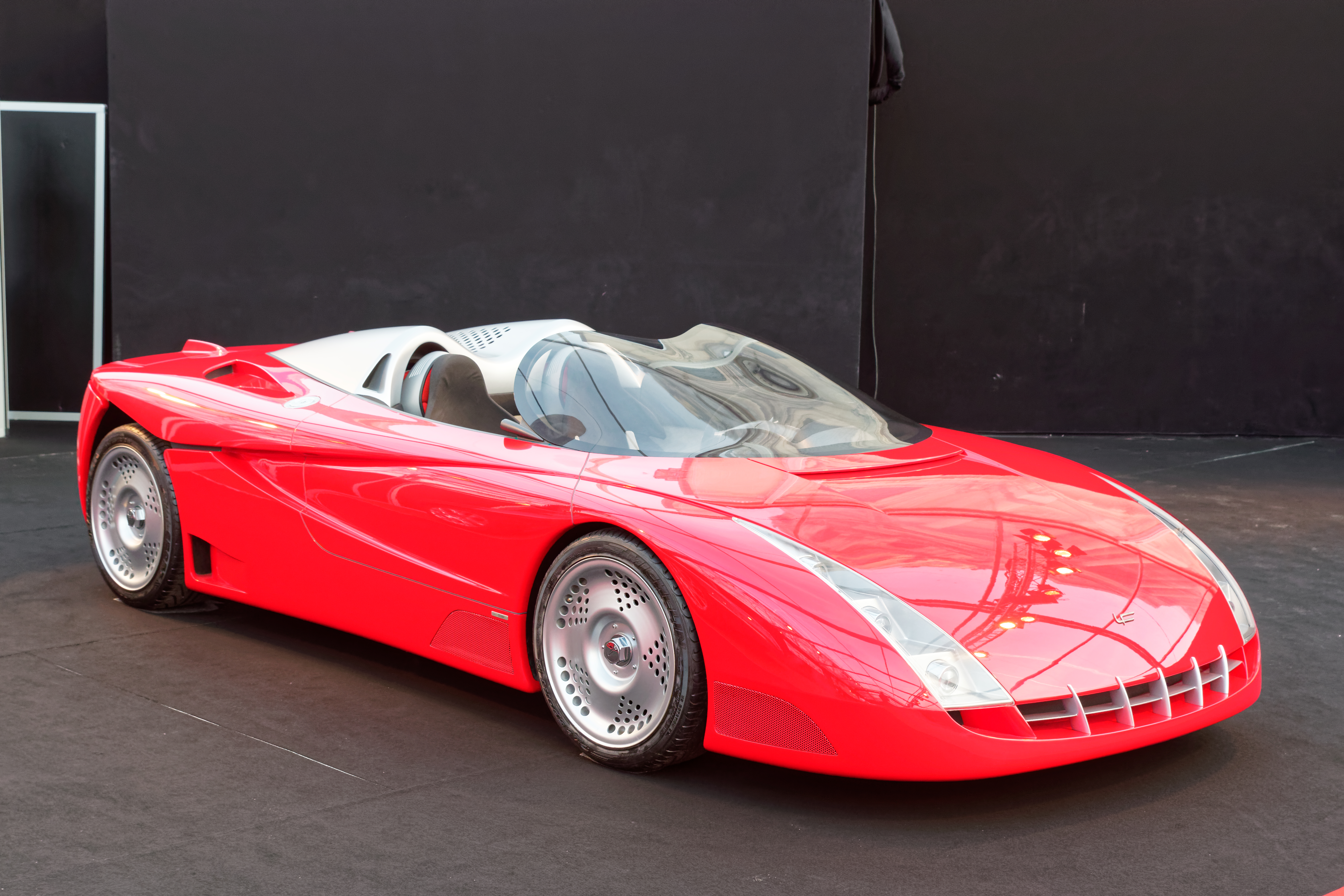
Ferrari Fioravanti F100

Der Ferrari Fioravanti F100 war eine Ferrari-Designstudie aus dem Jahr 1998.
Der Designer Leonardo Fioravanti arbeitete für das italienische Karosserie- und Designunternehmen Pininfarina, ehe er sich in den 1970er Jahren mit einem eigenen Unternehmen selbständig machte.
Auf dem Turiner Salon 1998 zeigte Fioravanti mit dem Ferrari Fioravanti F100 eine Designstudie, die dem hundertsten Geburtstag von Enzo Ferrari gewidmet war. Das Fahrzeug, von dem nur ein Exemplar hergestellt wurde, war als Spitzensportwagen konzipiert und basierte auf der Mechanik der Ferrari-Formel-1-Wagen der späten 1990er Jahre. So war der Wagen unter anderem mit einer Lenkrad-Schaltung ausgestattet und am Lenkrad befand sich auch ein Großteil der Bedienelemente des Autos. Der gedrungen wirkende Wagen hatte einen Heckflügel und ausfahrbare Bremsklappen. Das Chassis stammte ebenfalls von Ferrari. Das zweisitzige Coupé mit Hardtop-Dach hatte einen V-10-Mittelmotor. Es war 4390 mm lang, 1910 mm breit, 1140 mm hoch und hatte einen Radstand von 2250 mm.